# Dyan Cannon
Dyan Cannon, ursprungligen Samile Diane Friesen, född 4 januari 1937 i Tacoma, Washington, är en amerikansk skådespelare.

## Biografi
Efter två års collegestudier flyttade hon till Los Angeles där hon fick arbete som modell. Hon hade några småroller på film och TV i början på 1960-talet. 
Cannon gifte sig 1965 med den 33 år äldre skådespelaren Cary Grant. Hon är mor till hans enda barn, dottern Jennifer Grant, född 1966. Äktenskapet varade i 18 månader och skilsmässan ledde till en långdragen vårdnadstvist. 1985 gifte hon om sig med Stanley Fimberg men de skilde sig 1991. 
Efter skilsmässan från Grant 1968 medverkade Cannon i Bob & Carol & Ted & Alice. För denna roll belönades hon av New York Film Critics för bästa kvinnliga biroll och erhöll även en Oscarsnominering. 1977 nominerades hon igen, den gången för bästa kortfilm (Number One). Sin tredje nominering fick hon två år senare för Himlen kan vänta. Under 1980-talet medverkade hon bland annat i Honeysuckle Rose (1980), Dödsfällan (1982), Tom i bollen 2 (1988) och ett antal TV-filmer. Under 1990-talet var hon bland annat med i 8 huvuden i en sportbag och Out to Sea (båda 1997) och i TV-serien Ally McBeal. 
För sina bidrag till filmindustrin har hon fått en stjärna på Hollywood Walk of Fame.
Cannon, som är av judisk härkomst, är pånyttfödd kristen och är värd för God's Party with Dyan Cannon & You.
2011 publicerades hennes bok Dear Cary: My Life with Cary Grant.

## Filmografi i urval
- 1960 – The Rise and Fall of Legs Diamond
- 1969 – Bob & Carol & Ted & Alice
- 1971 – Kärleksmaskinen
- 1973 – McCoy - fräck som fan
- 1973 – Döden går ombord
- 1978 – Rosa Panterns hämnd
- 1978 – Himlen kan vänta
- 1982 – Author! Author!
- 1982 – Dödsfällan
- 1985 – Jenny's War
- 1988 – Tom i bollen 2
- 1991 – Jailbirds
- 1994 – Kiss of a Stranger
- 1997 – 8 huvuden i en sportbag
- 1997–2000 – Ally McBeal (TV-serie)
- 2003 – Kangaroo Jack